# A Message from Mars (film 1903)
A Message from Mars è un cortometraggio muto del 1903 diretto da Franklyn Barrett. Basato sul lavoro teatrale A Message from Mars del commediografo statunitense Richard Ganthoney, una commedia fantascientifica portata al successo sia a Londra sia a Broadway dall'attore Charles Henry Hawtrey, fu il primo film di fantasia prodotto in Nuova Zelanda.

## Trama
Un marziano giunge sulla Terra per mostrare a un essere umano che è egoista.

## Distribuzione
Non si conoscono copie ancora esistenti della pellicola - un cortometraggio in una bobina - che viene considerata presumibilmente perduta.